# 有福之人，来吧
《有福之人，来吧》（英語：Come Ye Blessed）是英國海外領土皮特凯恩群岛的两首领土歌曲之一，另一首是《我们来自皮特凯恩岛》（We from Pitcairn Island）。  《Come Ye Blessed》也是澳大利亚领地诺福克岛的官方领土歌曲，通常在大部分岛上的活动中演唱。它在诺福克岛也被称为“皮特凯恩国歌”，这表明它可能已被皮特凯恩岛民使用，并在1856 年皮特凯恩人大规模移居诺福克岛时沿用。
歌词取自《马太福音》第25章第34-36节和第40节。 该音乐由约翰·普林德尔·斯科特（John Prindle Scott，1877-1932 年）创作，并于1917年发行 虽然这首歌被认为是皮特凯恩群岛和诺福克岛的“国歌”，但因为这两个领地分别隶属于英国和澳大利亚，所以其官方国歌仍为《天佑国王》和《前进，澳洲美之国》（仅限于诺福克岛）。 